# لی مینکی
لی مینکی (انگلیسی: Li Minqi؛ زادهٔ ۱۹۶۹) دانشمند در زمینه علم اقتصاد اهل چین است. در حال حاضر استادیار از اقتصاد در دانشگاه یوتا است. لی به عنوان یکی از حامیان حزب چپ و به عنوان اقتصاددان مارکسی شناخته می‌شود.